# Concilio di Melfi III
Il Terzo concilio di Melfi, che iniziò il 10 settembre 1089 e si protrasse per una settimana nel Castello di Melfi, fu indetto da Papa Urbano II. Riveste importanza perché fu il momento e, al tempo stesso, il luogo in cui il Pontefice bandì la prima Crociata, assumendo decisioni di portata storica relative sia alla politica, sia al clero.
In precedenza Niccolò II aveva indetto nel 1059 il Concilio di Melfi I, mentre il papa Alessandro II nel 1067 aveva tenuto il Concilio di Melfi II; dopo il III Concilio, sarebbero seguiti quelli indetti da Pasquale II nel 1101 (il Concilio di Melfi IV) e da Innocenzo II nel 1137 (il Concilio di Melfi V, l'ultimo della serie).

## Scheda
| Concilio                | Pontefice che presiede i lavori | Partecipanti religiosi              | Partecipanti nobili                                           | Data di svolgimento         | Provvedimenti principali                                                                | Note                                                                                   |
| Terzo concilio di Melfi | Papa Urbano II                  | Abate Elia e l'arcidiacono Giovanni | Ruggero Borsa, Boemondo I d'Altavilla, Goffredo di Conversano | dal 10 al 17 settembre 1089 | bandisce la prima Crociata - condanna le pratiche di simonia e contrasta il concubinato | al termine del Sinodo Boemondo invita il Papa a Bari per deporre le ossa di San Nicola |

## Aspetti organizzativi

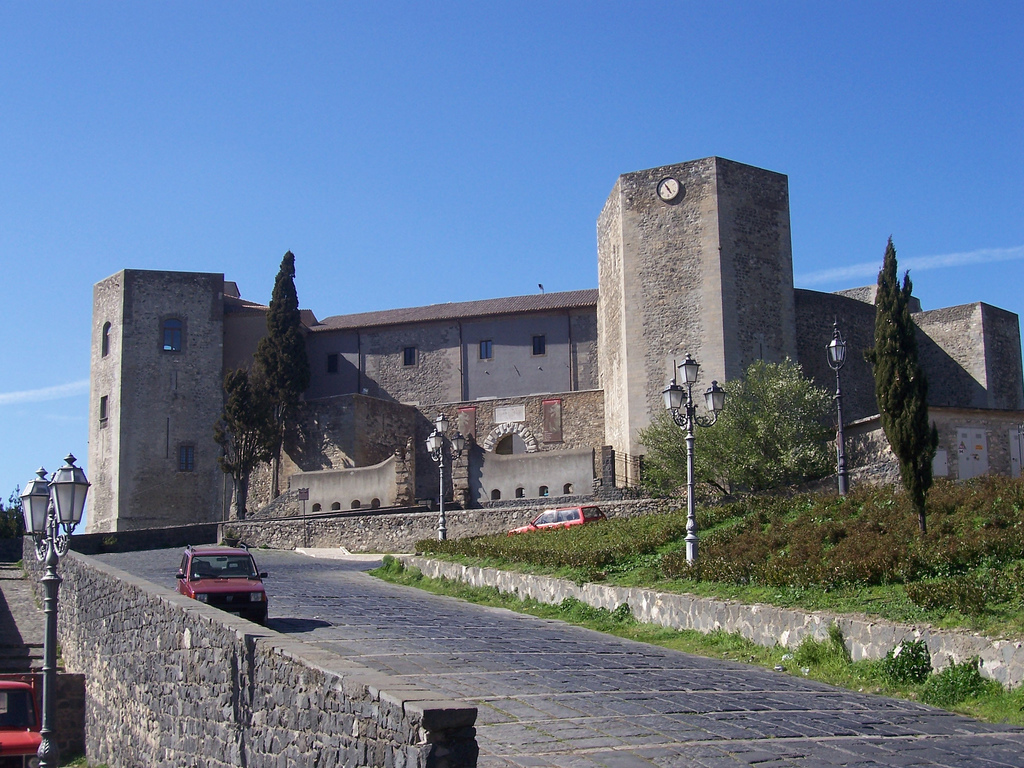
Il castello di Melfi

Il Papa da Roma ritorna nel sud della Penisola e stabilisce la propria dimora nella Capitale dei Normanni, Melfi, presso Ruggero Borsa, che lo ospita. Urbano II riunisce il terzo dei cinque Concili Papali di Melfi, secondo il cronista Lupo Protospata, che riporta l'evento nella sua cronaca. Al sinodo partecipano 70 Vescovi di Puglia, Calabria e Molise.
Un ritratto del Pontefice, realizzato tra il 1748 e il 1765, sarà esposto nella cattedrale di Melfi a ricordo dell'avvenimento.

## Aspetti religiosi
Il Pontefice, insieme ai Capi Normanni, getta le basi per costituire una lega allo scopo di liberare dai musulmani la Terra Santa. Inizia, così, la predicazione per la crociata, che sarà formalmente indetta, in seguito, a Clermont.
Urbano II attua in pieno la riforma avviata dal predecessore Gregorio VII e procede nel meridione della penisola a trasformare nel rito latino il clero greco, di cui progetta di cancellare la secolare presenza.
Il Sinodo riforma la disciplina monastica, approva diversi articoli del diritto canonico romano e stabilisce sedici canoni: condanna le pratiche di simonia, contrasta il concubinato dei Chierici ed istituisce l'obbligo del celibato per i religiosi, a cominciare dal suddiaconato.
Per evitare la simonia prescrive che i monasteri e le canoniche chiedano il consenso episcopale per l'acquisizione di chiese private e decime. Per rafforzare il celibato impone la schiavitù alle mogli dei sacerdoti.
Urbano II ravviva l'unità delle due chiese cristiane: riapre le trattative con la chiesa greca e l'impero bizantino, ma il tentativo fallisce.
Il concilio riafferma la supremazia del Pontefice riguardo alle nomine dei Vescovi, ad eccezione della Sicilia, e vieta l'investitura da parte dei laici.

## Aspetti politici
Durante le sessioni al Papa rendono omaggio alcuni nobili, tra cui Goffredo, conte di Conversano, ed i religiosi baresi, l'Abate Elia e l'arcidiacono Giovanni; alla metà di settembre anche Boemondo I d'Altavilla raggiunge il Pontefice.
Durante il sinodo, i baroni firmano la Tregua di Dio per assicurare pace alle popolazioni stremate dalle guerre.
Nel Concilio il Papa riceve in omaggio da Ruggero Borsa i territori del Ducato di Puglia e Calabria e gli concede, immediatamente dopo, la nuova investitura con il titolo di secondo Duca di Apulia.
Urbano II riesce ad ordinare i rapporti fra i due principali capi normanni: i fratellastri Boemondo e Ruggero, dopo anni di lotte interne, depongono le armi e si accordano per la divisione dei possedimenti. Il patto sancisce ufficialmente il compromesso raggiunto di recente nel castello di Canosa, voluto dal Gran Conte Ruggero I di Sicilia, il quale non partecipa al Concilio perché si reca nell'isola.
Il Papa riconosce Boemondo d'Altavilla Signore di Bari ("domino Boamundo eundem Papam nobiscum deprecante") e gli affida un feudo che comprende il principato di Taranto con Gallipoli, Montepeloso (Irsina) e Torre di Mare o Santa Trinità (Metaponto). Nell'occasione aggrega Matera al giustizierato di Terra d'Otranto ed incorpora Bari nel Principato di Taranto. Goffredo di Conversano si riconosce vassallo di Boemondo e chiede al Papa di recarsi a Brindisi per consacrare la cattedrale e sancire il rientro dei presuli brindisini dalla sede di Oria.
Durante le sessioni Conciliari, il Papa è invitato anche da Boemondo ad organizzare il successivo Concilio proprio a Bari ed a raggiungere la città al termine del Sinodo per deporre l'urna che contiene le ossa di San Nicola di Bari nella tomba predisposta. Urbano II è invitato inoltre dall'Abate Ursone a consacrare la Chiesa di Banzi.

## Cronologia dei concili di Melfi
| Concilio                                                        | Pontefice che presiede i lavori | Data di svolgimento                | Provvedimenti principali                                                                               |
| Primo concilio di Melfi-                                        | Niccolò II                      | 3 - 25 agosto 1059                 | Fu preceduto dal trattato di Melfi e si concluse con il concordato di Melfi.                           |
| Secondo concilio di Melfi-                                      | Alessandro II                   | 1º agosto - settembre 1067         | Scomunica Roberto il Guiscardo.                                                                        |
| Terzo concilio di Melfi                                         | Urbano II                       | 10 - 17 settembre 1089             | Bandisce la Prima Crociata.                                                                            |
| Quarto concilio di Melfi-                                       | Pasquale II                     | agosto 1101 - (La data è incerta). | Scomunica la città di Benevento.                                                                       |
| Concilio di Melfi Non riconosciuto dalla chiesa (senza Numero)- | Antipapa Anacleto II            | 5 novembre 1130.                   | Crea la corona di Re di Sicilia e la assegna a Ruggero II Altavilla.                                   |
| Quinto concilio di Melfi-                                       | Innocenzo II                    | 4 - 18 luglio 1137                 | Scomunica l'antipapa Anacleto II e delegittima Ruggero II Altavilla in favore di Rainulfo III Drengot. |

## Nota
Il Concilio (senza Numero) tenuto nel 1130 non è riconosciuto dalla chiesa perché è organizzato dall'Antipapa Anacleto II.